# Domenico Schiattarella
Domenico Luca „Mimmo“ Schiattarella (* 17. November 1967 in Mailand) ist ein ehemaliger italienischer Automobilrennfahrer. 1994 und 1995 bestritt er insgesamt sieben Formel-1-Grands-Prix.

## Karriere
Von 1989 bis 1992 fuhr Schiattarella insgesamt 37 Rennen in der italienischen Formel-3-Meisterschaft. Sein bestes Saisonresultat war die Vizemeisterschaft 1991 mit zwei Saisonsiegen, womit er unter anderem die späteren Formel-1-Fahrer Luca Badoer und Jacques Villeneuve übertraf. Nach drei Gasteinsätzen in der Player's Toyota Atlantic Championship 1993 und zwei Rennen für die PPG Indy Car World Series 1994, in denen er keine beachtlichen Resultate erzielte, ergab sich für Schiattarella die Möglichkeit eines Formel-1-Engagements.
Mithilfe von Sponsorengeldern ersetzte er beim finanziell angeschlagenen Rennstall Simtek gegen Ende der Saison 1994 den Franzosen Jean-Marc Gounon. Schiattarella fuhr in der Saison zwei Rennen, kam aber nur einmal ans Ziel, als er mit zwei Runden Rückstand auf seinen Vordermann beim Großen Preis von Europa den 19. bzw. letzten Platz belegte.
Die Saison 1995 bestritt Schiattarella erneut im Simtek. Sein Teamkollege war der Niederländer Jos Verstappen, dem er im teaminternen Vergleich deutlich unterlag. Schiattarellas bestes Saisonresultat war der neunte Rang beim Großen Preis von Argentinien, der gleichzeitig den letzten Platz darstellte. Als das Simtek-Team nach nur fünf Saisonrennen Konkurs anmelden musste, war auch Schiatarrellas Formel-1-Karriere beendet.
1997 nahm er wenig erfolgreich an der FIA-GT-Meisterschaft teil und bestritt ein Jahr später ein Rennen in der US-amerikanischen CART-Serie. 1999 wurde Schiattarella an der Seite von Alex Caffi und Andrea Montermini in einem Courage C52 Sechster bei den 24 Stunden von Le Mans, konnte bei seiner Teilnahme im folgenden Jahr das Ziel jedoch nicht erreichen. 1999 und 2003 fuhr Schiattarella in der American Le Mans Series und erreichte in 15 Rennen einen Sieg. In den folgenden Jahren bestritt er keine Rennen im professionellen Motorsport mehr. 2008 kehrte Schiattarella als aktiver Fahrer zurück und nahm an der Asian Super Car Challenge teil, bei der er drei Siege in sieben Rennen einfuhr.

## Statistik

### Statistik in der Formel-1-Weltmeisterschaft

#### Gesamtübersicht
| Saison | Team            | Chassis     | Motor          | Rennen | Siege | Zweiter | Dritter | Poles | schn. Rennrunden | Punkte | WM-Pos. |
| ------ | --------------- | ----------- | -------------- | ------ | ----- | ------- | ------- | ----- | ---------------- | ------ | ------- |
| 1994   | MTV Simtek Ford | Simtek S941 | Ford HB 3.5 V8 | 2      | −     | −       | −       | −     | −                | −      | 37.     |
| 1995   | MTV Simtek Ford | Simtek S951 | Ford ED 3.0 V8 | 4      | −     | −       | −       | −     | −                | −      | 27.     |
| Gesamt | Gesamt          | Gesamt      | Gesamt         | 6      | −     | −       | −       | −     | −                | −      |         |

#### Einzelergebnisse
| Saison | 1 | 2   | 3  | 4   | 5 | 6 | 7 | 8 | 9 | 10 | 11 | 12 | 13 | 14 | 15  | 16 | 17 |
| ------ | - | --- | -- | --- | - | - | - | - | - | -- | -- | -- | -- | -- | --- | -- | -- |
| 1994   |   |     |    |     |   |   |   |   |   |    |    |    |    |    |     |    |    |
|        |   |     |    |     |   |   |   |   |   |    |    |    | 19 |    | DNF |    |    |
| 1995   |   |     |    |     |   |   |   |   |   |    |    |    |    |    |     |    |    |
| DNF    | 9 | DNF | 15 | DNS |   |   |   |   |   |    |    |    |    |    |     |    |    |

| Legende  | Legende            | Legende                                                          |
| Farbe    | Abkürzung          | Bedeutung                                                        |
| -------- | ------------------ | ---------------------------------------------------------------- |
| Gold     | –                  | Sieg                                                             |
| Silber   | –                  | 2. Platz                                                         |
| Bronze   | –                  | 3. Platz                                                         |
| Grün     | –                  | Platzierung in den Punkten                                       |
| Blau     | –                  | Klassifiziert außerhalb der Punkteränge                          |
| Violett  | DNF                | Rennen nicht beendet (did not finish)                            |
| Violett  | NC                 | nicht klassifiziert (not classified)                             |
| Rot      | DNQ                | nicht qualifiziert (did not qualify)                             |
| Rot      | DNPQ               | in Vorqualifikation gescheitert (did not pre-qualify)            |
| Schwarz  | DSQ                | disqualifiziert (disqualified)                                   |
| Weiß     | DNS                | nicht am Start (did not start)                                   |
| Weiß     | WD                 | zurückgezogen (withdrawn)                                        |
| Hellblau | PO                 | nur am Training teilgenommen (practiced only)                    |
| Hellblau | TD                 | Freitags-Testfahrer (test driver)                                |
| ohne     | DNP                | nicht am Training teilgenommen (did not practice)                |
| ohne     | INJ                | verletzt oder krank (injured)                                    |
| ohne     | EX                 | ausgeschlossen (excluded)                                        |
| ohne     | DNA                | nicht erschienen (did not arrive)                                |
| ohne     | C                  | Rennen abgesagt (cancelled)                                      |
| ohne     | keine WM-Teilnahme |                                                                  |
| sonstige | P/fett             | Pole-Position                                                    |
| sonstige | 1/2/3/4/5/6/7/8    | Punktplatzierung im Sprint-/Qualifikationsrennen                 |
| sonstige | SR/kursiv          | Schnellste Rennrunde                                             |
| sonstige | *                  | nicht im Ziel, aufgrund der zurückgelegten Distanz aber gewertet |
| sonstige | ()                 | Streichresultate                                                 |
| sonstige | unterstrichen      | Führender in der Gesamtwertung                                   |

### Le-Mans-Ergebnisse
| Jahr | Team                | Fahrzeug    | Teamkollege       | Teamkollege        | Platzierung | Ausfallgrund |
| ---- | ------------------- | ----------- | ----------------- | ------------------ | ----------- | ------------ |
| 1999 | Courage Compétition | Courage C52 | Andrea Montermini | Alex Caffi         | Rang 6      |              |
| 2000 | Team Rafanelli SFR  | Lola B2K/10 | Emanuele Naspetti | Didier de Radiguès | Ausfall     | Motorschaden |

### Sebring-Ergebnisse
| Jahr | Team               | Fahrzeug              | Teamkollege       | Teamkollege        | Platzierung | Ausfallgrund    |
| ---- | ------------------ | --------------------- | ----------------- | ------------------ | ----------- | --------------- |
| 2000 | Team Rafanelli SRL | Lola B2K/10           | Pierluigi Martini | Didier de Radiguès | Ausfall     | Lenkung         |
| 2002 | Team Olive Garden  | Ferrari 550 Maranello | Emanuele Naspetti | Johnny Cecotto     | Ausfall     | Antriebswelle   |
| 2003 | Team Olive Garden  | Ferrari 550 Maranello | Emanuele Naspetti | Johnny Cecotto     | Ausfall     | Getriebeschaden |